# تحديق بالشمس

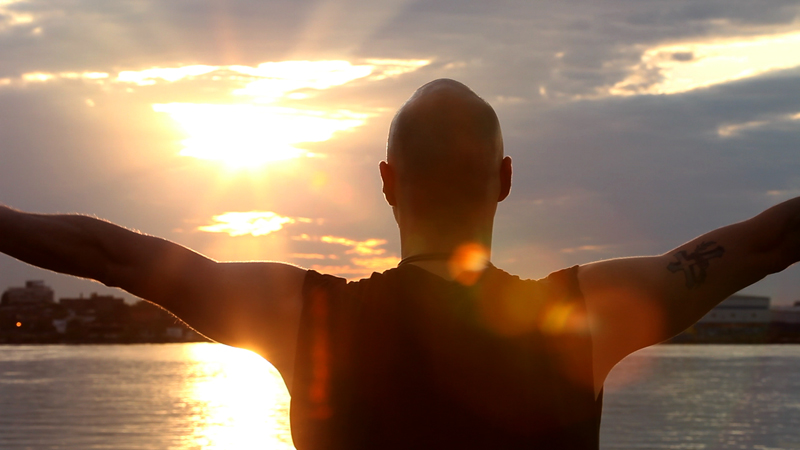
رجل يتأمل.

التحديق بالشمس هو النظر مباشرة إلى الشمس أثناء الفجر والغسق. يتم ذلك أحيانًا كجزء من ممارسة روحية أو دينية. العين البشرية حساسة للغاية، والتعرض لفترات طويلة لأشعة الشمس المباشرة يمكن أن يؤدي إلى اعتلال الشبكية، الظفرة، إعتام عدسة العين، وعمى في كثير من الأحيان. أظهرت الدراسات أنه حتى عند مشاهدة كسوف الشمس، يمكن أن تتعرض العين لمستويات ضارة من الأشعة فوق البنفسجية.

## تمارين
ابتكر وليام بيتس واحد من سلسلة من التمارين المتضمنة في أسلوب بيتس، وأصبح شكلًا شائعًا للعلاج البديل في أوائل القرن العشرين. كانت أساليبه موضع نقاش واسع النطاق في ذلك الوقت، لكنها فقدت مصداقيتها في نهاية المطاف لعدم الدقة العلمية. ذكرت المجلة الطبية البريطانية في عام 1967 أن بيتس (1920) دعا إلى التحديق الطويل للشمس كعلاج لقصر النظر، لكن النتائج كانت كارثية.